# Formato contenedor
Un formato contenedor es un tipo de formato de archivo que almacena información de vídeo, audio,  metadatos e información de sincronización y corrección de errores siguiendo un formato preestablecido en su especificación técnica.
Algunos contenedores multimedia son: AVI, MPG, MOV (Contenedor de QuickTime), ASF (Contenedor de WMV y WMA), Ogg, OGM, RMVB y Matroska.
Las pistas de vídeo y audio suelen ir comprimidas, siendo distintos códecs, utilizados dentro de cada uno de los contenedores, los encargados de descomprimir la información en aras a su reproducción.
Cuando se crea un contenedor, en primer lugar se produce la codificación de las pistas y posteriormente son "unidas" (multiplexadas) siguiendo un patrón típico de cada formato.
Cuando un archivo debe ser reproducido, en primer lugar actúa un divisor (splitter), el cual conoce el patrón del contenedor, y "separa" (desmultiplexa) las pistas de audio y vídeo. Una vez separadas, cada una de ellas es interpretada por el decodificador y reproducida.
En aquellos contenedores con más de una pista, es el reproductor (esto es, el usuario) el que selecciona la que se va a reproducir.
Es pues imprescindible que el reproductor cuente con los decodificadores necesarios para reproducir tanto el vídeo como el audio, ya que de lo contrario la información no puede ser interpretada de forma correcta.
En resumen, no solo es necesario conocer el formato del contenedor para poder separar las pistas, sino que también es necesario poder decodificarlas.
En teoría, un formato contenedor podría recapitular cualquier especie de datos. Aunque existen pocos ejemplos de este tipo de formatos de archivo (un ejemplo son las bibliotecas de enlace dinámico de Windows), la mayoría de los contenedores existen para determinados grupos de datos. Esto se debe a las necesidades específicas de la información deseada. Lo más relevante es la familia de los envoltorios, que se encuentran en los formatos de archivos multimedia, donde el audio y/o video pueden ser codificados con cientos de algoritmos de diferentes alternativas que se almacenan en un menor número de formato de archivos. En este caso, el algoritmo o algoritmos que se utilizan para almacenar los datos en realidad se llaman códec.
Las principales diferencias entre unos formatos contenedores y otros son:
- Popularidad. Cuán soportado es el formato.
- Overhead. La diferencia de tamaño de dos archivos con el mismo contenido cuando están en formatos distintos.
- Soporte para funciones del códec avanzadas. Si son formatos antiguos no soportan características más recientes.
- Soporte para contenido avanzado. Por ejemplo, subtítulos en los vídeos.
- Soporte para streaming media.